# Dendrobium cavipes
Dendrobium cavipes är en orkidéart som beskrevs av Johannes Jacobus Smith. Dendrobium cavipes ingår i släktet Dendrobium, och familjen orkidéer. Inga underarter finns listade i Catalogue of Life.